# Stelian Dumistrăcel
Stelian-Traian Dumistrăcel (n. 19 august 1937, Zvoriștea, Suceava, România – d. 18 martie 2022, Iași, România, Iași, România) a fost un filolog și publicist român cunoscut în special pentru contribuțiile sale în domeniile dialectologie, fonetică, lexicologie și lexicografie, terminologie, etimologie, romanistică, istoria limbii literare și a ideilor culturale. S-a născut în vechiul județ istoric Dorohoi, mai exact în localitatea Zvoriștea.

## Educație
Stelian Dumistrăcel a absolvit Facultatea de Litere a Universitatății „Alexandru Ioan Cuza” din Iași (1958) și a obținut titlul de doctor în filologie al aceleiași universități (1974).

## Activitate profesională
După absolvirea studiilor universitare a activat ca cercetător științific la Institutul de Filologie „Alexandru Philippide”, Filiala Iași a Academiei Române. Din 1996 a susținut cursuri de limba română (fonetică, gramatică, vocabular), stilistică și retorică din perspectiva pragmaticii comunicării în cadrul Departamentului de Jurnalistică și Științele Comunicării la Universitatea „Alexandru Ioan Cuza”. A publicat peste trei sute de volume, studii, recenzii, respectiv aproximativ o mie de articole în periodice culturale și în presa cotidiană. În anul 2010 a devenit membru al Uniunii Scriitorilor din România. Începând din 2001 a coordonat 12 lucrări de doctorat la Universitatea „Al.I. Cuza” din Iași.

## Recunoașterea activității
În 2017, Asociația Studenților Jurnaliști din Iași i-a dedicat Împotriva derivei. Volum omagial Stelian Dumistrăcel 80. Cu 30 de scrisori ale omagiatului către revista „Timpul“ (Editura Adenium). De asemenea, Editura Academiei Române a lansat Anuarul de lingvistică și istorie literară, T. LVII, 2017, având genericul „Verba et res. Studia linguistica in honorem magistri Stelian Dumistrăcel”. A primit titlul de Doctor Honoris Causa din partea Universităților „Dunărea de Jos” din Galați (2011), „Alecu Russo” din Bălți (2012) și „Vasile Alecsandri” din Bacău (2017). În 2020, Primăria Municipiului Iași l-a numit cetățean de onoare al orașului.

## Scrieri (selecție)
- Influența limbii literare asupra graiurilor dacoromâne, Editura Științifică și Enciclopedică, București, 1978
- Lexic românesc; cuvinte, metafore, expresii, Editura Științifică și Enciclopedică, București, 1980, Iași, 1993
- Până-n pânzele albe. Expresii românești: biografii, motivații, ediția a II-a revizuită și adăugită, Institutul European, Iași, 2001
- Discursul repetat în textul jurnalistic. Tentația instituirii comuniunii fatice prin mass-media, Editura Universității „Alexandru Ioan Cuza”, Iași, 2006
- Limbajul publicistic românesc din perspectiva stilurilor funcționale, Institutul European, Iași, 2006
- Cuvintele, încotro? Lingvistica pentru toate televiziunile, Editura Polirom, Iași, 2017[15]